# Коте – пръв македонски боец
„Коте – пръв македонски боец“ (на гръцки: «Κώττας πρότος μακεδονομάχος») е бронзова статуя на видния гръцки скулптор Димитрис Каламарас, разположена в град Лерин (Флорина), Гърция.

## Местоположение
Статуята е разположена в Новия парк на града, до статуята „Умиращ войн“, също дело на Каламарас.

## История
Статуята е дело на родения в Лерин скулптор Димитрис Каламарас, който има местно потекло от село Бабчор, Костурско. Посветена е на българския революционер Коте Христов, участвал в Илинденско-Преображенското въстание през 1903 година, но минал по-късно в услуга на Гръцката въоръжена пропаганда в Македония и обесен от османските власти в 1905 година. Статуята е започната в 1958 година и в същата година е отличена на Александрийското биенале със златен медал.
Статуята на Каламарас представя капитан Коте в изправено положение, с „издълбани“ остри резки по цялата повърхност на лицето му. Тя предизвиква противоречиви тълкувания, тъй като смятаният за национален герой в Гърция е изобразен в момента на смъртта си, а не в славна поза.